# Proces geologiczny
Proces geologiczny – zjawisko lub zespół zjawisk wywołujących na powierzchni ziemskiej lub w jej wnętrzu przeobrażenia fizyczne lub chemiczne.
Podział procesów geologicznych:
- wywołane przez czynniki zewnętrzne (egzogeniczne):
  - niszczące (denudacja) – wietrzenie, erozja, ruchy masowe
  - budujące – sedymentacja,diageneza, gradacja
- wywołane przez czynniki wewnętrzne (endogeniczne):
  - plutonizm
  - diastrofizm
  - metamorfizm
  - wulkanizm